# Lévignac

Lévignac-sur-Save este o comună în departamentul Haute-Garonne din sudul Franței. În 2009 avea o populație de 2.051 de locuitori.

## Evoluția populației
| An        | 1975 | 1982  | 1990  | 1999  | 2006  | 2009  |
| --------- | ---- | ----- | ----- | ----- | ----- | ----- |
| Populație | 886  | 1.080 | 1.400 | 1.624 | 1.885 | 2.051 |